# Lago Fitri
Il lago Fitri è situato nella parte centrale del Ciad, in Africa, circa 300 km a est della capitale del paese N'Djamena.
Le dimensioni del lago sono pari a circa 50.000 ettari ma in caso di annate piovose le dimensioni possono triplicarsi. 
Il lago è poco profondo e alimentato da acqua piovana e da corsi d'acqua stagionali. Il suo bacino idrografico è pari a circa 70.000 km². Il principale affluente è il Batha proveniente dagli altopiani dell'Ouaddai situati a oriente.
Analogamente al lago Ciad, anche il lago Fitri attualmente è meno esteso di quanto fosse in passato. In occasione di siccità particolarmente intense il lago si prosciuga, come è accaduto all'inizio del XX secolo e poi nuovamente nel periodo 1984–1985. È stato dichiarato Area Umida di Importanza Internazionale dalla Convenzione di Ramsar.